# Л'Аркурата (Кунео)
Л'Аркурата је насеље у Италији у округу Кунео, региону Пијемонт.
Према процени из 2011. у насељу је живело 17 становника. Насеље се налази на надморској висини од 271 м.